# 气窗行动
第二次世界大战期间，盟军于1944年5月17日发动气窗行动（英語：Operation Transom）突袭日据荷屬東印度（今印度尼西亚）城市泗水。行动以英国远东舰队为主力，英美两国出动艦載機轰炸城市码头和煉油廠。日方守军仅击落一架美军魚雷轟炸機，另有两架英军鱼雷轰炸机毁于事故。
本次行动是1944年英美两国第二次和最后一次印度洋联合航空母舰突袭，意在分散日军兵力、推动盟军登陆新幾內亞近海的韦克德岛，同时在美军航母返回太平洋途中发挥作用。参战军舰从锡兰出发并在西澳大利亚州补充燃料，抵达爪哇岛以南海域后舰载机起飞。5月17日清晨，盟军飞机分两队协同空袭泗水港口和工业设施，日军措不及防。美国和澳大利亚军机从澳大利亚北部基地出发，美军重型轟炸機夜间袭击泗水，澳大利亚军机在附近水域布雷。
文献对此次行动战果估算不一，有行动失败说、中等程度破坏说、战果辉煌说。空袭导致的平民伤亡不明，历史学家一致认为英國皇家海軍通过“气窗行动”了解美國海軍优越的航母战术。日军认为远东舰队威胁不大，军事部署未受此次突袭影响。

## 背景

### 二战期间的泗水
第二次世界大战期间，泗水是荷屬東印度爪哇岛东部城市，早在19世纪下半叶就是亚洲主要港口城市，是荷属东印度糖出口业中心。泗水经济从20世纪20年代开始走下坡路，但仍是重要的商业城市。
1941年12月至1942年3月，日军攻占荷属东印度绝大部分领土。泗水多次遭遇轰炸，早期空袭主要针对港口和海军基地。荷兰驻军3月8日投降。日本占领荷属东印度期间，泗水与瓜哇岛其他地区均由大日本帝國陸軍管理。
日据期间泗水一直是重要的海军基地和工业中心。日军以此为基地出动反潜部队扫荡爪哇海的盟军潛艇，位于该市的沃诺克罗莫（Wonokromo）炼油厂是瓜哇岛唯一生产航空汽油的设施。1943年7月22日、11月8日晚至9日凌晨，盟军出动大量军机空袭泗水，其中首轮空袭目标遍布城内各地。1944年2月直至1945年8月战争结束，泗水几乎每个月都遇到小规模空袭。澳大利亚皇家空军1943年8月起定期出动PBY卡特琳娜水上飛機在泗水港入口投放水雷。1944年起，盟军布下的水雷严重扰乱泗水进出航运，炸沉许多船只。

### 盟军和日军计划
1942年中期至1944年初，盟军一直没有在印度洋发动海军攻势，主力是詹姆斯·萨默维尔（James Somerville）海军上将率领的英国远东舰队。舰队规模不大，1943年1月起连航空母舰都没有，三艘老旧戰艦也在同年转移其他战场。剩余舰船只能用于保护同盟国航运。幸运的是，1942年中期起日本就没在印度洋发动大规模行动，远东舰队集中精力反击德国和日本潜艇，并出动潜艇突袭日本航运。

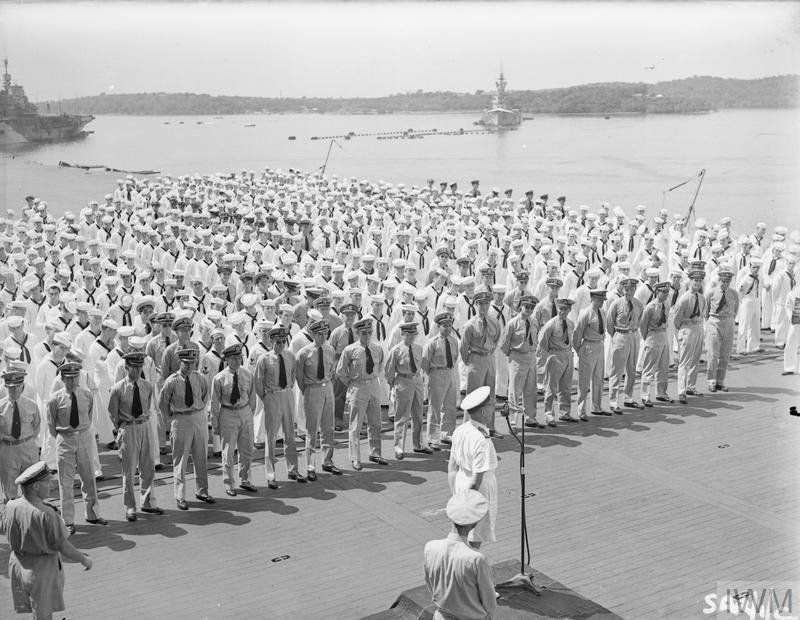
1944年4月3日詹姆斯·萨默维尔海军上将向萨拉托加号航空母舰官兵讲话

1943年11月，同盟国领导人在開羅會議认定“太平洋应该是打击日本的主战场”，印度洋只是附属战场。会上还决定印度洋的航母突袭等盟军攻势旨在“持续对敌施压、迫敌分兵、最大限度消耗敌方海、空军与航运”。
英國皇家海軍的重要对手義大利皇家海軍1943年投降，盟军全面控制地中海。英国海军部1944年1月决定大幅增援远东舰队，计划在四个月内增加146艘军舰，其中战列舰三艘、航母两艘、巡洋舰14艘，还有大量驱逐舰与其他护航舰只。首批大规模增援包括光辉号航空母舰、伊丽莎白女王号战列舰（HMS Queen Elizabeth）、勇士号战列舰（HMS Valiant）、聲望號戰鬥巡洋艦，1月27日抵达位于锡兰的远东舰队基地。同年还有大量舰船陆续赶来。四月前舰队因缺少驱逐舰不适合主动进攻，主要任务还是保护船队。
1944年初，日本海军打击部队主力聯合艦隊从难以抵御美军攻势的中太平洋基地转移到新加坡，集中在海军维修设施充足、随时可获取燃料的地点。日军无意在印度洋发动大规模攻势，萨默维尔担心联合舰队一旦进入印度洋，远东舰队根本无力阻挡，故抽调更多空军部队防御锡兰。美國海軍同意从太平洋临时抽调萨拉托加号航空母舰和三艘驱逐舰增援远东舰队。
美军航母与驱逐舰3月27日同远东舰队会师。4月19日，光辉号与萨拉托加号航母联同大部分远东舰队投身“驾驶舱行动”（Operation Cockpit），突袭日本占据的荷属东印度萨邦岛。盟军军机击沉敌方一艘船只并迫使另一艘擱淺，破坏储油罐并摧毁地面24架日本飞机。盟军损失一架飞机，並击退企图偷袭舰队的三架日本飞机。

## 序幕

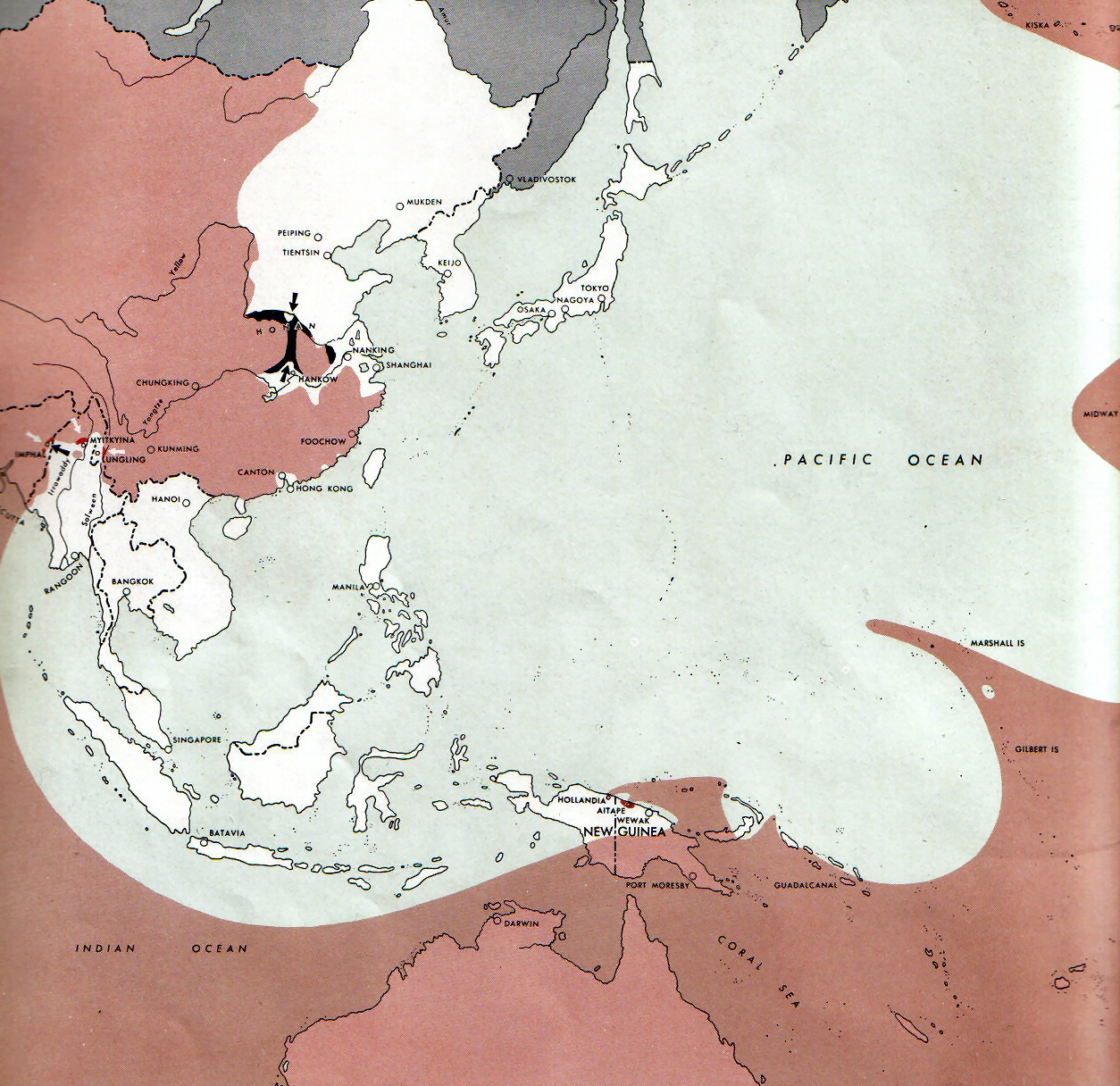
1944年5月中旬太平洋战略形势，红色部分代表盟军控制区，其他是日本控制区

萨拉托加号在“驾驶舱行动”后受命回国修整。美国海军总司令恩斯特·金恩海军上将向東南亞司令部统帅路易·蒙巴顿海军上将提议，趁萨拉托加号回国经过联合远东舰队突袭泗水，希望能在5月17日盟军登陆新幾內亞近海的韦克德岛前分散日军兵力，蒙巴顿接受建议。
萨默维尔决定出动“驾驶舱行动”同等兵力突袭泗水，两次空袭的主要差异是原本配备梭魚式魚雷轟炸機和俯冲轰炸机大队的光辉号航母改配TBF復仇者式轟炸機。此举主要考虑泗水防守预计优于萨邦岛，而且萨默维尔选定的起飞地点距泗水290公里，超出原有舰载机的有效打击范围。目标距锡兰很远，英国皇家海军缺乏海上补给（Underway replenishment）经验，行动最终计划远东舰队在西澳大利亚州埃克斯茅斯湾（Exmouth Gulf）加油后再开始空袭。驻澳大利亚达尔文附近基地的美國陸軍航空軍第380轰炸大队（380th Bombardment Group）将在航母舰载机空袭后袭击泗水，以防日军出动飞机袭击撤退的远东舰队。盟军的泗水日军设施情报充足，对空袭计划助力很大；但因对附近的日本航空部队实力缺乏了解，远东舰队以防万一安排大量战斗机放弃地面目标保护空袭部队和舰队。
远东舰队行动期间分三组：第65舰队包括伊丽莎白女王号战列舰、勇士号战列舰、声望号战列巡洋舰、法国黎塞留号战列舰、两艘巡洋舰、八艘驱逐舰；第66舰队包括光辉号航母、萨拉托加号航母、两艘巡洋舰、六艘驱逐舰；第67舰队属补给队，包含六艘液貨船、两艘巡洋舰、一艘淡水供应船。萨默维尔从伊丽莎白女王号战列舰指挥舰队。所有军舰源自六国海军，随同主力艦作战的有美国驱逐舰三艘、英国巡洋舰四艘、驱逐舰三艘、澳大利亚驱逐舰四艘、荷兰巡洋舰与驱逐舰各一艘、新西兰巡洋舰一艘。澳大利亚阿德莱德号轻巡洋舰（HMAS Adelaide）从西澳大利亚州弗里曼特爾出发，保护埃克斯茅斯湾的盟军液货船，两艘原來护航船队的巡洋舰在空袭开始后增援第66舰队。驻达尔文的澳大利亚皇家空军第1大队（No. 1 Wing RAAF）出动两中队噴火戰鬥機，保护在埃克斯茅斯湾加油的远东舰队，澳大利亚和美国反潛機飞往海上作业。
各航母原本就配有舰载机联队。光辉号的两个战斗机中队各有14架F4U海盜式戰鬥機，两个轰炸机中队各有九架复仇者式轰炸机。萨拉托加号的战斗机中队有26架F6F地獄貓戰鬥機，轰炸机中队分别有24架SBD無畏式俯衝轟炸機和18架复仇者式鱼雷轰炸机，另有联队长驾驶的地狱猫战斗机。
“气窗行动”期间，泗水的防空火力仅有少量高射炮，而且人员训练不足。日军设立雷达站和观察哨网探测布雷机。驻军包括大日本帝国陆军独立混成第28旅团、大日本帝國海軍第二南遣舰队司令部。

## 空袭

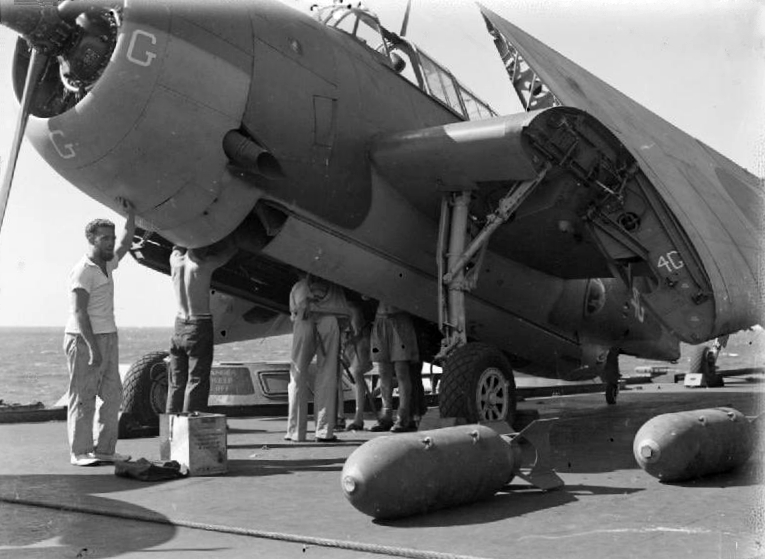
空袭前在光辉号航空母舰装弹的TBF復仇者式轟炸機

第67舰队4月30日率先出发，第65和第66舰队5月6日跟进。舰队航线与日本机场至少相隔970公里，以免被敌方发现或袭击。舰母舰载机大队途中三次演练如何空袭泗水，舰队5月14至15日陆续抵达埃克斯茅斯湾。萨默维尔在舰队加油期间与美国第七舰队司令托马斯·金凯德海军中将、第七舰队潜艇部队司令拉尔夫·沃尔多·克里斯蒂（Ralph Waldo Christie）海军少将、澳大利亚皇家海军弗里曼特爾驻军司令卡斯伯特·波普（Cuthbert Pope）海军准将探讨最新情报。
远东舰队5月15日下午离开埃克斯茅斯湾北上，当地时间5月17日早上六点半抵达预订起飞地点，日军对此一无所知。英军一艘潜艇和七艘美国潜艇在泗水附近的马六甲海峡、峇里海峽、龙目海峡、巽他海峡南面入口附近埋伏，准备支援舰队行动，营救迫降盟军飞机员、袭击试图逃离的敌船、拦截企图攻击远东舰队的敌方军舰。
航母出动的舰载机分成两队。一队由光辉号的九架复仇者式轰炸机、12架无畏式俯冲轰炸机、八架负责护航的海盗式战斗机组成。其中复仇者式轰炸机的目标是布拉特工程厂，无畏式俯冲轰炸机对付炼油厂。二队包括21架复仇者式轰炸机、六架无畏式俯冲轰炸机，负责护航的海盗式战斗机八架、地狱猫战斗机12架它们负责攻击航运和港口设施。两艘航母的舰载机均由萨拉托加号舰载机联队长约瑟夫·克利夫顿（Joseph C. Clifton）指挥。上午7点20分，所有飞机均已起飞并组成队形。两架英国复仇者式轰炸机起飞时坠毁，机组人员获救。

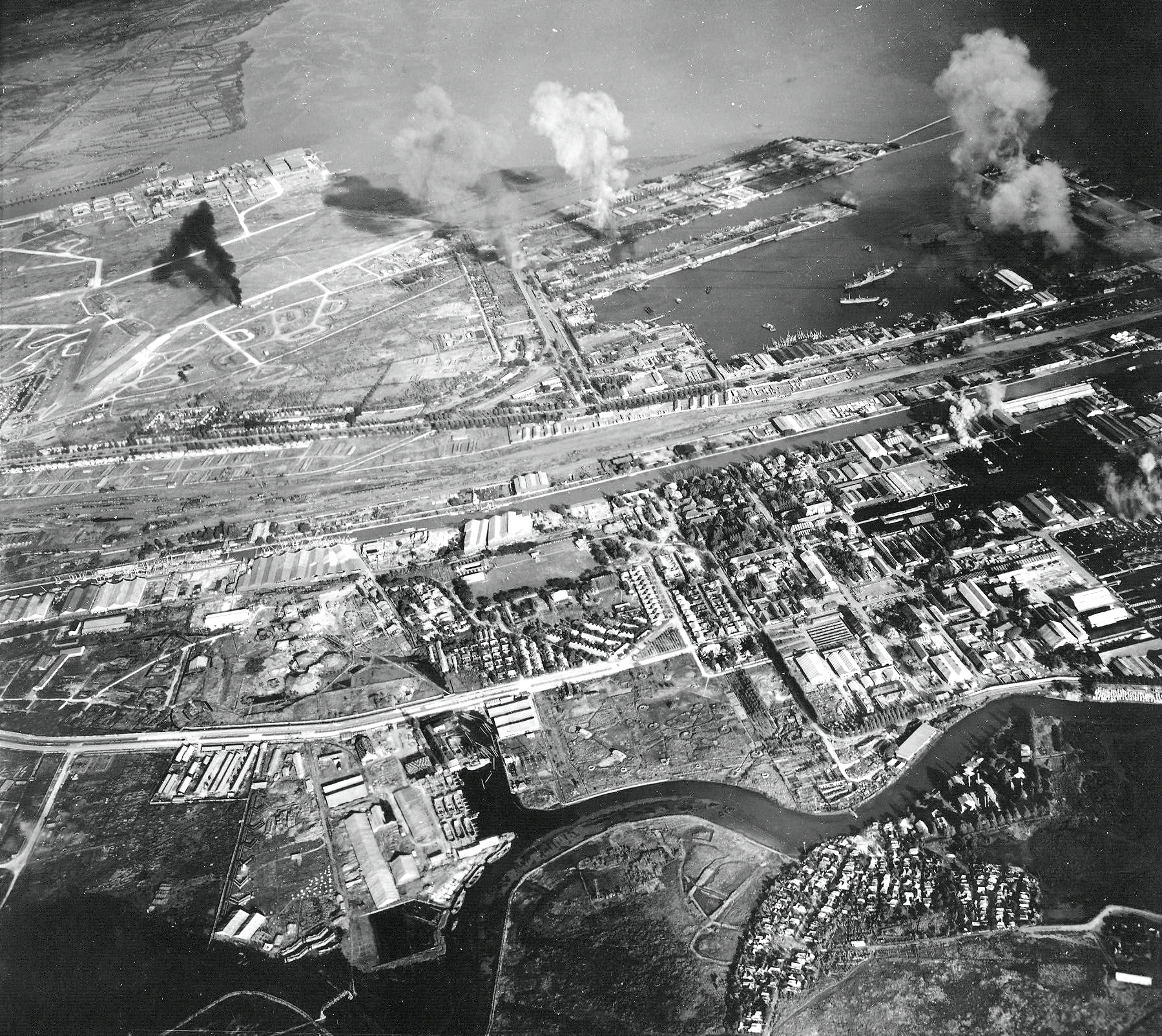
泗水机场和港口设施遇袭

空袭上午八点半开始，未发现敌机逼近的日军措不及防。一队和二队攻势基本同步，一队从南面逼近炼油厂，二队从北翼袭击港口。盟军空袭期间未遇敌方战斗机拦截，高射炮效果不佳，仅击落一架美军复仇者式轰炸，机上两人沦为战俘。
盟军飞行员自认空袭成绩斐然，声称击伤十艘船只、炸毁沃诺克罗莫炼油厂和布拉特工程厂，还摧毁16架飞机和众多机场建筑。
舰载机在上午10点50前全部降落航母，远东舰队朝西南方向撤退，希望避免日军发现舰队准备前往埃克斯茅斯湾。萨默维尔的参谋没有要求克利夫顿返回后汇报，结果伊丽莎白女王号直到下午三点才收到萨拉托加号侦察机拍摄的照片，显示泗水港还有日军潜艇等大量有价值目标。萨默维尔事后对此颇感遗憾，觉得5月17日下午应该发动第二轮空袭。
支援行动的八艘潜艇无需营救飞行员，也没击沉任何逃离泗水的敌船。5月11日，美国红石鱼号潜艇（USS Rasher）在前往泗水北面埋伏途中偷袭安汶岛附近的日本護航船队，击沉一艘船只，击伤多艘。美国鮟鱇鱼号潜艇（USS Angler）5月20日在巽他海峡击沉货轮但遭遇护航船队反击，次日船员因饮用水污染或清洗化学品产生的烟雾病倒，潜艇只能中止巡逻。历史学家克莱·布莱尔（Clay Blair）认为，英美潜艇如果按常规路线巡逻或在菲律宾塔威塔威的日本海军主要锚地附近埋伏很可能更具实效。
空袭泗水的重型轰炸机原计划在5月17日晚至18日凌晨掩护远东舰队撤离。七架B-24轟炸機从达尔文出发并在西澳大利亚州科伦纳·唐斯机场（Corunna Downs Airfield）加油，再飞往泗水用破坏弹轰炸港口，进一步造成火灾和破坏。澳大利亚皇家空军五月从西澳大利亚州扬皮湾（Yampi Sound）出动卡特琳娜水上飞机在泗水附近布雷，支援盟军登陆韦克德岛。5月20日晚至21日凌晨，澳大利亚皇家空军第11（No. 11 Squadron RAAF）、43中队（No. 43 Squadron RAAF）出动卡特琳娜水上飞机布雷，仍因“气窗行动”保持高度警惕的日本守军激烈抵抗，摧毁一架澳大利亚军机。

## 影响

### 后续行动

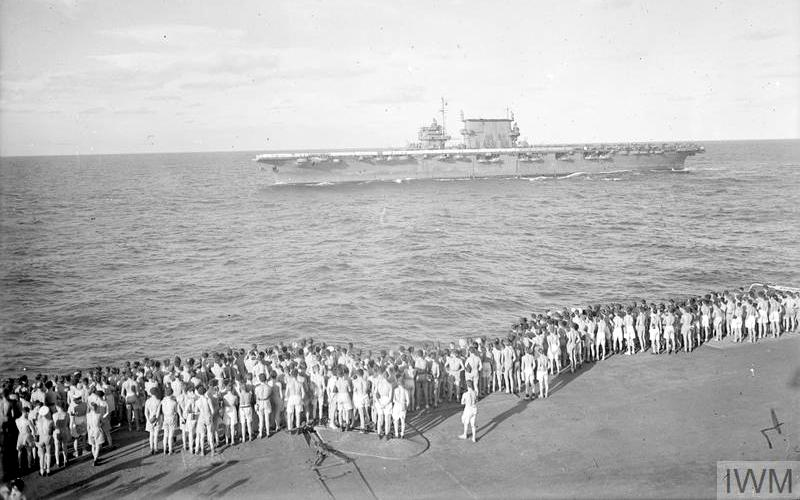
1944年5月18日，光辉号航母官兵送别萨拉托加号

萨拉托加号与三艘护航美国驱逐舰5月18日黄昏时分脱离远东舰队开往弗里曼特尔；远东舰队次日清晨抵达埃克斯茅斯湾，加油后在日落前出发返回锡兰。5月19日液貨船离港后，阿德莱德号与其中一艘澳大利亚驱逐舰开往弗里曼特尔。远东舰队5月27日抵达锡兰，萨拉托加号6月10日开到华盛顿州布雷默顿，经过修整于1944年9月回归美國太平洋艦隊。
“气窗行动”与“驾驶舱行动”等1944年远东舰队航母突袭一样对日军部署没有影响。联合舰队根本没把远东舰队当回事儿，而且受命保存实力，与预计在中太平洋拉开帷幕的美军大规模攻势决一雌雄。美军5月27日登陆新几内亚北岸近海的比亞克島，日本领导人误以为这是盟军主力行动上，出动联合舰队主力准备在6月10日强力反击，代号“浑作战”（Operation Kon）。美军接下来显然即将攻打中太平洋马里亚纳群岛，反击计划在5月29日取消，联合舰队在6月19至20日的菲律賓海海戰惨败。

### 评估
“气窗行动”战果的文献记载不一。英国皇家海军二战史官斯蒂芬·罗斯基尔1960年的著作指出，战争结束前盟军深信“（泗水）港大量舰船受损或沉没......炼油厂和海军基地遭遇重创”，但日方文献表明“航运或海岸设施未受重大破坏”，仅一艘小船沉没。罗斯基尔认为，空袭时岸上烟火四起，致使盟军飞行员“对空袭结果过于乐观”。澳大利亚皇家海军史官乔治·赫尔蒙·吉尔1968年表达的看法完全相同，还称澳大利亚皇家海军总司令盖伊·罗伊尔海军上将曾于1944年5月23日向澳大利亚作战咨询委员会表示，“气窗行动”的军事价值存疑，如此战果完全可以靠陆基军机达成，根本没必要用军舰冒险。埃德温·格雷与大卫·布朗分别在1990和2009年发表著作，均认可罗斯基尔的判断，认为此次空袭行动失败。
英国东南亚整体战事史官斯坦利·伍德伯恩·柯比1962年的著作声称沃诺克罗莫炼油厂与其他工业设施起火，投弹命中海军船坞和两处码头，地面12架日本飞机被毁，“气窗行动”是成功的盟军空袭。1996年赫德利·保罗·威尔莫特发文宣称空袭“重创”沃诺克罗莫炼油厂，“（海军）造船厂受损”，击沉掃雷艦、獵潛艦、海军货轮各一艘。尤尔根·罗威尔2005年称地面12架日本飞机被毁，货轮与巡邏艇各有一艘损伤严重，无法修复。2011年大卫·霍布斯也称盟军行动成功，沃诺克罗莫炼油厂“烧成白地”，海军船坞设施受损，沉没商船一艘。马库斯·福克纳2012年的著作认为“气窗行动”“构成的破坏相当可观”。与二战期间泗水遭遇的其他空袭一样，“气窗行动”造成的平民伤亡不明。
罗斯基尔与霍布斯认为，英国皇家海军通过此次行动了解美国海军优越的航母战术，为航母作战提供宝贵经验。罗斯基尔指出，萨默维尔决定在航空作战方面仿效萨拉托加号。霍布斯认为皇家海军从“气窗行动”吸取教训，至少要发动两轮袭击，而且应该配备能从航母出动的照相侦察机。格雷认为本次行动、特别是在西澳大利亚州加油的经历促使英国皇家海军重视军舰海上补给能力。英国随后大量添置补给舰船，在1945年英国太平洋舰队针对冲绳与日本本土的行动期间提供支援。

### 引用
1. ↑  Dick 2003，第xvii–xviii頁.
2. 1 2  Dear & Foot 2001，第613頁.
3. ↑  Dick 2003，第74頁.
4. ↑  Dick 2003，第75頁.
5. ↑  Dick 2003，第76頁.
6. 1 2 3 4  Hobbs 2011，第42頁.
7. 1 2 3 4 5 6  Roskill 1960，第357頁.
8. ↑  Dick 2003，第78–79頁.
9. ↑  Odgers 1968，第359, 363頁.
10. ↑  Mawdsley 2019，第407–408頁.
11. 1 2 3 4  Roskill 1960，第347頁.
12. ↑  Mawdsley 2019，第408頁.
13. ↑  Roskill 1960，第346頁.
14. ↑  Mawdsley 2019，第409頁.
15. ↑  Winton 1993，第176頁.
16. ↑  Roskill 1960，第347–348頁.
17. ↑  Roskill 1960，第348頁.
18. ↑  Roskill 1960，第354頁.
19. ↑  Kirby 1962，第380–381頁.
20. 1 2 3  Roskill 1960，第356頁.
21. ↑  Brown 2009，第80頁.
22. ↑  Gill 1968，第416頁.
23. ↑  Roskill 1960，第356–357頁.
24. 1 2  Odgers 1968，第229頁.
25. 1 2  Dick 2003，第79頁.
26. 1 2  Hobbs 2011，第46頁.
27. ↑  Gill 1968，第416–417頁.
28. 1 2 3  Faulkner 2012，第224頁.
29. 1 2 3  Gill 1968，第417頁.
30. ↑  Brown 2009，第83頁.
31. 1 2 3 4 5  Hobbs 2011，第45頁.
32. ↑  Odgers 1968，第363頁.
33. ↑  Fuller 1992，第119, 286頁.
34. 1 2 3  Gill 1968，第419頁.
35. ↑  Hobbs 2011，第41頁.
36. 1 2 3  Blair 2001，第629頁.
37. ↑  Hobbs 2011，第42, 45頁.
38. ↑  NYT Clifton obit，第33頁.
39. ↑  Hall of Valor.
40. 1 2  Evans & Grossnick 2015，第196頁.
41. ↑  Gill 1968，第418頁.
42. ↑  Roskill 1960，第357–358頁.
43. ↑  Blair 2001，第632頁.
44. ↑  Blair 2001，第630–631頁.
45. ↑  Angler-SS-240.
46. 1 2  Odgers 1968，第230頁.
47. ↑  Odgers 1968，第227, 364頁.
48. 1 2  Brown 2009，第81頁.
49. ↑  Saratoga-V-CV-3.
50. ↑  Kirby 1962，第384頁.
51. ↑  Faulkner 2012，第221頁.
52. ↑  Roskill 1960，第355頁.
53. ↑  Mawdsley 2019，第249–250, 398–406頁.
54. ↑  Gill 1968，第418–419頁.
55. ↑  Gray 1990，第162頁.
56. ↑  Kirby 1962，第382頁.
57. ↑  Willmott 1996，第161頁.
58. ↑  Rohwer 2005，第323頁.
59. ↑  Roskill 1960，第358頁.
60. ↑  Hobbs 2011，第45–46頁.
61. ↑  Gray 1990，第162–164頁.